# Semnornis ramphastinus
El cabezón tucán, capitán tucán, barbudo tucán, compás o yumbo (Semnornis ramphastinus) es una especie de ave piciforme de la familia Semnornithidae que habita en América del Sur. 

## Descripción
Semnornis ramphastinus es un barbudo robusto, de tamaño medio con un peso entre 80 y 115 gramos. Son aves muy coloridas de una morfología inconfundible. Se caracterizan por tener un pico muy robusto con maxila amarilla y mandíbula verde clara, ambos con puntas negras. Tiene corona, careta y un delgado collar cervical de color negro, plumas del occipucio largas y una conspicua raya post ocular de color blanco posterior a un ojo de iris rojo brillante. Tiene manto pardo dorado que se convierte en amarillo hacia la rabadilla. Garganta, pecho superior y lados de cuello grisazulado, pecho bajo y medio vientre de color rojo intenso, y las alas y la cola de color gris. El plumaje inferior es de color amarillo o verdoso. No existe un dimorfismo sexual marcado, sexos prácticamente idénticos, la única diferencia siendo un color poco menos vistoso en la hembra

## Distribución y hábitat
Es un ave propia de los bosques húmedos que crecen en las laderas occidentales de los Andes, desde el noroeste de Ecuador y al suroeste de Colombia. Se extiende a altitudes normalmente entre 1400-2400 m s. n. m. Utiliza todos los estratos del bosque teniendo preferencia por los estratos altos o dosel (entre 11 y 20 metros de altura) y el subdosel (entre 6 y 10 metros de altura.) Si bien sigue siendo bastante común a nivel local, se han reducido sus poblaciones debido a la pérdida de hábitat y la captura para el comercio de aves enjauladas. La evidencia sugiere que estas aves son muy exclusivas con respecto a los árboles que utilizan para anidar, normalmente de la familia Lauraceae. Árboles suficientemente gruesos de esta familia son relativamente escasos en estos bosques, lo que los hace vulnerables a la pérdida de hábitat.

## Taxonomía

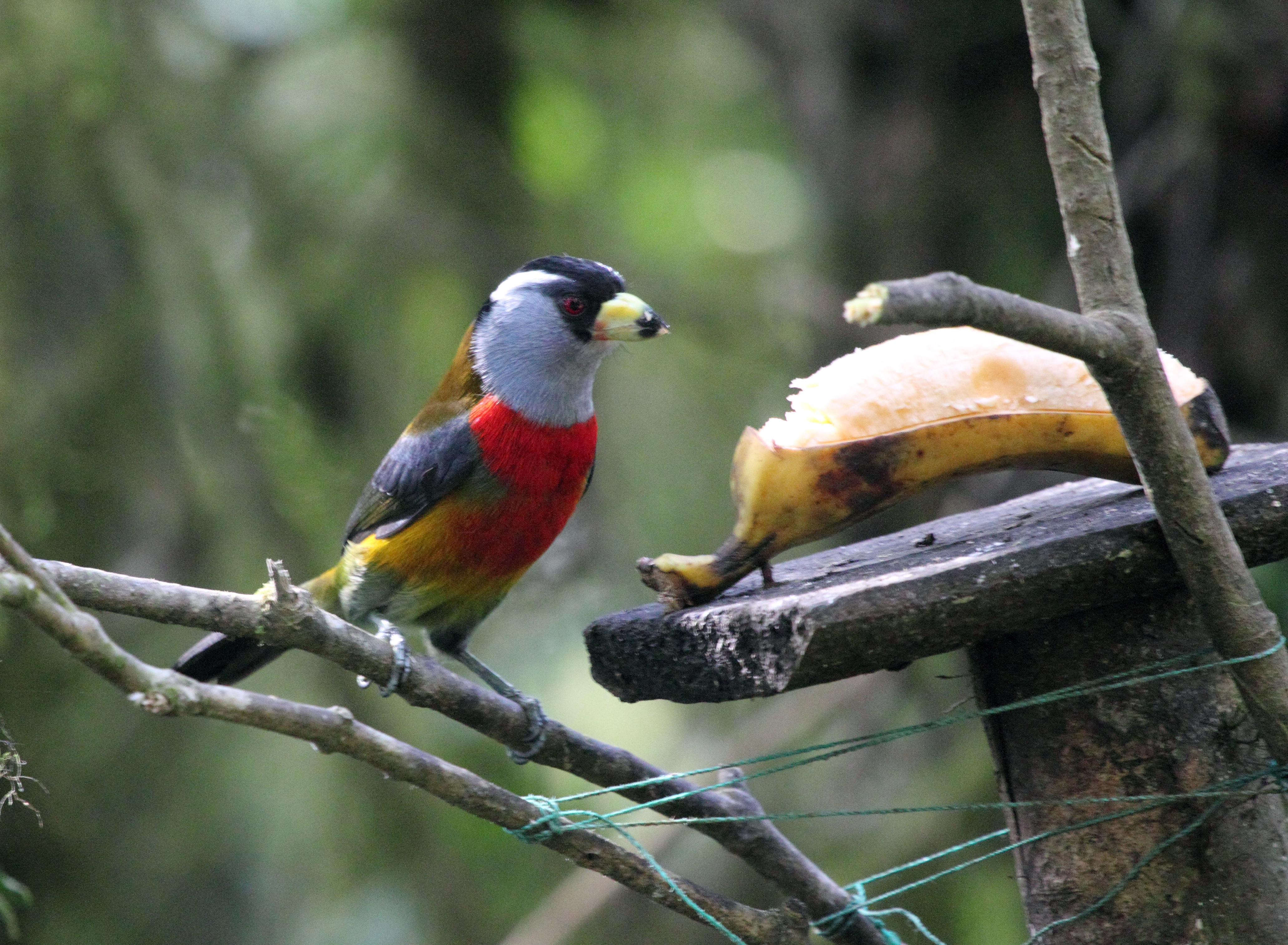
Ejemplar de Semnornis ramphastinus.

En el pasado se lo clasificaba con los barbudos en la familia Capitonidae. Sin embargo, los estudios de ADN han confirmado que esta agrupación es parafilética. Los barbudos del Nuevo Mundo están más estrechamente relacionados con los tucanes de lo que están a los barbudos del Viejo Mundo. Como resultado ambos linajes de barbudos ahora se consideran familias distintas, y el cabezón tucán junto con el cabezón se sitúan en una familia separada, Semnornithidae.
Los estudios de Cracraft & Prum (1988) sugerían una cercana relación filogenética entre el género Semnornis y la familia Ramphastidae. Ahora se conoce que el este género es el taxón hermano de los tucanes, y que esta más relacionado con los géneros Capito y Eubucco. 

## Comportamiento
A menudo se encuentra en pareja o grupos pequeños que se posan pasivamente, lo que los hace difícil de observar. Son aves territoriales que normalmente viven en grupos reducidos. En la ausencia de interferencia, estos grupos pueden ocupar un área por todo un año, e incluso pueden residir por más tiempo. Los grupos muestran un marcado comportamiento territorial con otros grupos, acompañados de ruidosos cantos en dueto por la pareja reproductiva de cada grupo.  Suelen movilizarse independientemente de otras aves, aunque pueden formar bandadas mixtas con tanagras y otros frugívoros. Se caracterizan por un vuelo apresurado y ruidoso.

### Alimentación
Los barbudos tucanes son aves frugívoras, se alimentan de una variedad de frutas, en especial de los amentos de las Cecropias  aunque tienen en su dieta un componente de alrededor del 20% de insectos, además de néctar, savia y pétalos de flores.

### Crianza
El barbudo tucán a diferencia de otras aves  frugívoras cría de forma cooperativa a sus polluelos, con varios individuos de la misma especie que ayudan a una pareja reproductora dominante con la incubación y el cuidado de las crías. Durante la época no reproductiva los grupos tienen una mayor cantidad de individuos pero estos grupos se van reduciendo de tamaño una vez que entran en época reproductiva, siendo 3 individuos el tamaño más común de los grupos. Normalmente los grupos son conformados por crías de la camada antigua que se quedan con sus padres ayudando con la nueva camada. Durante la época no reproductiva integrantes fuera de la familia pueden formar parte del grupo. Estos integrantes ayudan a encubar los huevos, criar los polluelos y alimentarlos, lo que aumenta significativamente el éxito reproductivo comparado con los grupos que no obtienen ayuda. 
El barbudo tucán anida dentro de cavidades y huecos de árboles que hacen con sus poderosos picos. El periodo de incubación dura 15 días y sus polluelos se desarrollan en 45 días. Los juveniles se parecen mucho a los adultos con la diferencia de tener un plumaje más pálido y un iris negro. Lo juveniles permanecen en esta etapa por un periodo de hasta dos meses.

### Territorialidad
Los territorios de esta ave tienen un rango entre 4.0 y 10.6 ha, y un promedio de 5.8 ha, los cuales incluyen mayormente bosques adultos, aunque pueden adaptarse a vivir en bosques con áreas pequeñas de pastizales y bosques secundarios.  
El territorio es defendido activamente por la pareja reproductiva, mediante cantos y persecuciones a otros grupos o especies. El resto de integrantes del grupo también ayudan en la protección del territorio especialmente en las áreas cercanas al nido de la pareja reproductiva.

### Canto
Su canto es inconfundible, compuesto por sonoros graznidos que viajan largas distancias. Es un canto en dueto, normalmente simultáneo o en síncopa por ambos sexos durante el periodo de crianza, los cuales son con fines territoriales. Los cantos varían con la estacionalidad, son más comunes a comienzos de año y bajan la frecuencia después de su pico en abril. Pueden también producir chasquidos de llamado.